# Olea capensis
Olea capensis es un árbol africano de la familia de olivos (Oleaceae). Olea capensis es endémica de África, del oeste de Camerún al norte de Sudán y de Somalia, este del océano Índico, y sur de Sudáfrica. 
Es conocido por varios nombres comunes: Ysterhout, Black Ironwood, Small Ironwood, Olivo del Este Africano, Olivo Elgon, Ironwood, Olivo Ironwood Olive, Loliondo, Mushargi, Loliondo, Mutharage, y Mutharagi.
La madera del árbol es muy dura, grano fino, pesada, difícil de trabajar, muy usada para arte y artefactos.

### Subespecies
La especie se ha dividido en 3 subespecies:
- O. capensis capensis: flores en cabezas densas, hojas muy variables, ápice a menudo redondeado y frutos casi esféricos a elípticos oblongos.
- O. capensis enervis: hojas generalmente ampliamente elípticas, con ápice afilado.
- O. capensis macrocarpa: flores en cabezas laxas, frutos oblongos a elípticos.